# Grande Guilde de Riga
La grande Guilde (en letton : Lielās ģildes nams) est un bâtiment situé à Riga en Lettonie.
Le bâtiment s'élève au nord-ouest de la place de Livonie.
De nos jours, le bâtiment héberge l'Orchestre symphonique national de Lettonie.